# بيتر كوكسن
بيتر كوكسن (بالإنجليزية: Peter Cookson)‏ هو ممثل أمريكي، ولد في 8 مايو 1913 في ميلواوكي في الولايات المتحدة، وتوفي في 6 يناير 1990 في Southfield, Massachusetts ‏ في الولايات المتحدة. من الجوائز التي نالها جائزة المسرح العالمي سنة 1947.

## جوائز
- جائزة المسرح العالمي (1947)

## وصلات خارجية
- بيتر كوكسن على موقع IMDb (الإنجليزية)
- بيتر كوكسن على موقع أول موفي (الإنجليزية)
- بيتر كوكسن على موقع قاعدة بيانات برودواي على الإنترنت (الإنجليزية)
- بيتر كوكسن على موقع ديسكوغز (الإنجليزية)
- بيتر كوكسن على موقع قاعدة بيانات الفيلم (الإنجليزية)
- بيتر كوكسن على موقع كينوبويسك (الروسية)